# Somaco Grup Prefabricate
Somaco Grup Prefabricate este unul dintre cei mai mari producatori de elemente prefabricate din beton utilizate în domeniul infrastructurii rutiere, electrice si de apa canal, precum si al constructiei centrelor comerciale, logistice sau de producție din tara. De asemenea, Somaco este unul dintre cei mari producatori de beton celular autoclavizat (BCA) din tara, brandul cel mai cautat in regiunea Moldova.
Somaco detine 6 fabrici (Adjud, Buzau, Roman, Teius, Targoviste si Timisoara), in care s-a investit peste 21 milioane de euro in ultimii ani.
Incepand cu 1 noiembrie 2019, Somaco Grup Prefabricate face parte din grupul Holcim Romania.
Somaco Grup Prefabricate este o companie producătoare de prefabricate pentru construcții din România.
Compania a fost înființată prin cumpărarea de către fondul suedez de investiții Oresa Ventures a trei capacități de producție și a mărcii Somaco de la fosta companie Somaco.
În urma tranzacției, fosta companie Somaco a păstrat patru fabrici iar în martie 2009 și-a schimbat denumirea în SMC Prefabricate Pentru Construcții.
Oresa a preluat cele mai mari capacități de producție, și anume sucursalele Somaco de la Adjud, Buzău și Roman printr-o tranzacție în valoare de 32,5 milioane de euro.
Somaco Grup Prefabricate produce o gama diversificată de produse: BCA, prefabricate pentru infrastructură și prefabricate pentru construcții civile și industriale.
Număr de angajați în 2010: 400
Număr de angajați în 2020: 900
Cifra de afaceri în anul 2009: 11,8 milioane euro